# Paramahansa Yogananda

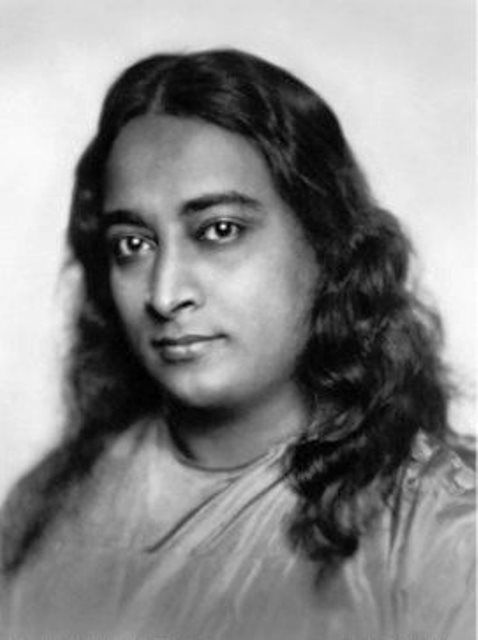

Paramahansa Yogananda (Bengaals: परमहंस योगानं‍), eigenlijk: Moekoenda Lal Gosh (Gorakhpur (Bengalen), 5 januari 1893 – Los Angeles, 7 maart 1952), was een yogaleermeester en een generatiegenoot van Jiddu Krishnamurti. Swami Yogananda volgde zijn opleiding in de traditie die werd geïnitieerd door Mahavatar Babaji.
Een Indiase boekhouder die in dienst was van het Engelse leger in India, Lahiri Mahasaya, ontmoette deze Babaji toevallig tijdens een lange wandeling in 1861, in de bergen van de Himalaya en vond zo zijn goeroe. Hierna begon Mahasaya zelf een carrière als goeroe, beschreven door Yogananda in zijn Autobiografie van een yogi. Een discipel van Mahasaya was Swami Yoekteshwar, die uiteindelijk leermeester werd van de nog jonge Yogananda. In 1920 vertrok Yogananda op instigatie van zijn leermeester naar Amerika, waar hij zijn kriya-yoga introduceerde. Zijn betekenis ligt vooral in het populariseren van deze yogatechniek in het Westen.
Yogananda stierf uiteindelijk onverwachts op 7 maart 1952 tijdens een lezing in een hotel in Los Angeles op 59-jarige leeftijd.